# نويل هارينجتون
نويل هارينجتون (بالإنجليزية: Noel Harrington)‏ هو سياسي أيرلندي، ولد في 24 ديسمبر 1970 في جمهورية أيرلندا. حزبياً، نشط في فاين جايل. وقد في الانتخابات العمومية الأيرلندية 2011 ‏، انتخب نائب دييل عن دائرة Cork South-West (Dáil constituency) ‏ وقد انضم خلال فترته النيابية ‏ (9 مارس 2011 – 3 فبراير 2016) للكتلة البرلمانية فاين جايل.